# 住吉川 (兵庫県)

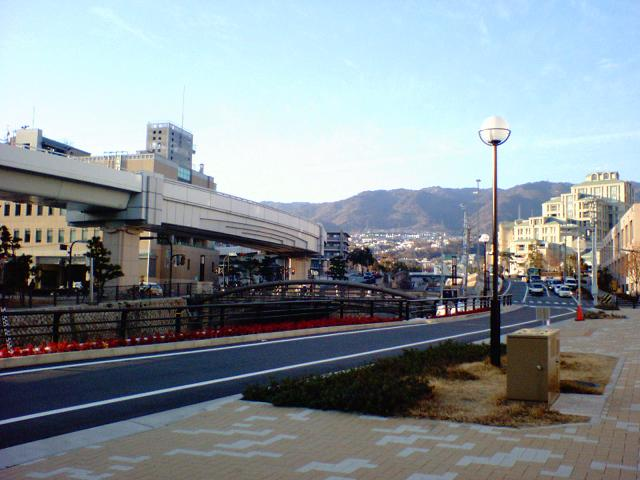
国道2号線の南から六甲山を望む

住吉川（すみよしがわ）は、神戸市東部を流れる河川。二級水系の本流である。六甲山麓から短く下る急流であるため扇状地が形成され、中下流では天井川となっている。
急流に加えて生活排水も流入しないため、市街地にも拘らず蛍が棲息するほどの清流。またこの水が、灘五郷における酒造の一端を担っている。反面、阪神大水害をはじめ幾度かの水害をももたらしてきた。ランニングコースにもなっている。
倚松庵をはじめ両岸には大規模な邸宅が多く、旧住吉村の流れを受け継ぐ阪神間モダニズムの住宅地の一角を形成している。

## 地理
六甲山（標高931m）南麓に発し、上流は六甲山主稜線側の大月断層と打越山・荒地山の稜線側にある五助橋断層（黒五谷）の間に沿って南西方向へ続く断層谷を流れ、山塊を深く侵食・分断して、同断層の露頭が見られる五助堰堤で南へ向きを変える。
この五助橋断層の名前の由来は、現五助堰堤地点で住吉谷右岸を遡る住吉道（＝有馬街道）が、五助谷を越えてすぐの住吉谷を左岸側に渡る地点に設けられていた旧「五助橋」（廃橋）であるとされる。五助谷が住吉谷にに合流する直前で大きく半円状に曲がっているのは、五助橋断層の影響とされる。
山間部を抜ける辺りで支流の西谷川をあわせ、市街地に流れ下る。中流以下は天井川となり、東海道本線が河底の下をトンネルで抜ける。ここから河口までは六甲ライナーが流路に沿う。谷崎潤一郎の旧邸である倚松庵を西に見て阪神魚崎駅を過ぎ、六甲アイランドを正面に迎えて三角州などを生ずる事無く大阪湾（東神戸港）へ注ぐ。

## 歴史
住吉川は、地理と歴史が密接に関連している。以下に順を追って詳説する。
住吉川は、六甲山系のなかでも最も標高の高い六甲山からの水の流れであるゆえ、大きな高低差により発生する急流で上流の土砂を多く下流に運び、なだらかな扇状地を形成した。4世紀末乃至5世紀頭から6世紀前半の古墳時代、JR・六甲ライナー住吉駅周辺には近年発掘の進む住吉宮町遺跡・住吉宮町古墳群があり、その西隣には郡家遺跡があり、住吉宮町遺跡・住吉宮町古墳群は同駅西隣南北に貫く有馬街道・ありまみち商店街を流れていた当時の古住吉川（現代の住吉川の分流ともされる西獺川と獺川の間）の両岸に位置していた。古墳時代末期の少なくとも2度の大規模土石流で、前述の遺跡群・古墳群は江戸時代の絵図面に姿を残した坊ヶ塚古墳を残して埋没し、飛鳥時代初頭には洪水砂上に集落（竪穴建物群）が営まれ、飛鳥～奈良時代には兎原郡の郡衙が設けられた。
以後も利水のよさから、江戸時代まではおおむね集落のなかった旧菟原郡部のなかで住吉川流域の扇状地では古くから集落が形成されてきたとされる。一方で、降雨時の集落への浸水を防ぐための堤防が築かれたことで上流から運ばれた土砂の堆積範囲が集中化し、河床が上昇、天井川化が急速に進行したとされる。
結果、西岸の大規模寺院慈明寺が流失した1504年の大規模水害「慈明寺流れ」（跡地に設けられた観音堂が1545年の水害で流失した事に因んだ地名が観音林で、後述の観音橋の由来となっている）や、他に1544・1608・1776・1782・1789・1799・1813・1848・1881・1885・1896・1899・1903・1905・1910・1921・1922・1925・1935年の水害の記録が残り、後述の阪神大水害迄繰り返される事となる。江戸時代には中上流に大量の水車群が設けられ、製粉業や下流東西の灘五郷酒造用精米業が発達した。中下流域の水車用水・農業用水用に分流された水は天井川となった住吉川に再流入する事は無く、東隣の大谷川（現天上川支流）などや、西隣の獺川や更に西隣の西獺川などに流入し、或いは直接大阪湾に流れ込んでいたと思われる。
こうして土石流などで流れてきた花崗岩に需要が生じ、近隣の出荷地御影に因んだのか御影石と呼ばれるようになり、後に他地域産の御影石からの差別化のため、桜色の優しい色合いを特徴とした「本御影石」を称するようになる。資源枯渇のため次第に採石地は住吉川・石屋川などの上流や六甲山南面に移行し、住吉川地域はその採石場の一となり、1956年に六甲山が国立公園（瀬戸内海国立公園）の一部に指定され産業規模の採石は禁じられ、本御影石は宅地造成や自然崩落によってのみ新規採石できる希少品となった。とはいえ住吉川の古い堰堤・堤防などを含む、地域の古い石垣などに本御影石が平然と使われていたりはする。
近代化にあたり、明治初期にいち早く国が官設鉄道線（当時の工部省が建設した国有鉄道。現在の東海道本線の大阪 - 神戸間。以下、時代に応じて省線・国鉄線・JR線）を敷設。当時の鉄道車両の動力性能上、勾配がほぼ無い、水平な路盤形成が必要であったことから、既に天井川となっていた住吉川の直下を鉄道が通るように建設された。芦屋川や、六甲道駅周辺高架化前の石屋川と同様、1871年（明治4年）に完成した日本初の鉄道トンネルである（現存せず）。また、国家プロジェクトであった東海道本線が全般的にほぼ直線の線形で敷設されたなかで、摂津本山駅から六甲道駅西側にかけてはゆるやかにカーブが連続するのは、住吉川と石屋川、およびそれらの川を中心に形成されたそれぞれの扇状地（或いは天井川化した川周辺）を、（当時の地形で）ほぼ同一の標高で通過できるルートが選択されたためである。
大正に入り、阪神国道（現在の国道2号）の建設が行われることになった。このとき、当時の住吉村と六甲村は、阪神国道の勾配を可能な限り小さくするべく、住吉川と石屋川の底浚い（河床に堆積した土砂を撤去して川の高さを下げる）工事を実施している。なお阪神国道計画時点で路面電車を走らせる計画があり、それを可能ならしめる為にも勾配削減が必要であり、実際に阪神国道線として開通した（後に廃線）。両河川およびその周辺の地形を変える、歴史に残る大工事となった。ただし、既に鉄道省線が両河川の地下にトンネルを建設し営業運転を開始していたため、省線より上流の底浚いができなかった。そのため、省線と阪神国道の間の部分で、両河川は急に川底が下がる地形となり、急流化を防ぐ目的で河床が段々化されている。省線と阪神国道の距離がやや離れていた石屋川では阪神国道はほぼ高低のない横断となったが、住吉川では省線と近接位置にあることから底浚いに限界があり、両岸約数百メートルにわたって勾配のある横断となった。JR線以南についてはこの地形のまま現在にいたる。なお、現在でも国道43号及びその上に建設された阪神高速神戸線は住吉川を境にして上下線とも登り勾配が続いており住吉川が天井川であることがうかがえる。
一方、JR線以北については、1938年の阪神大水害で地形の変化があった。阪神大水害で住吉川が氾濫したことはよく知られているが、これは、六甲山から流れてきた巨岩や巨木が阪急神戸線の住吉川橋梁（鉄橋）に引っかかり、これらが川の流れをせき止め、周辺にあふれたものである。その流れの勢いおよび量は想像を絶するもので、阪急の鉄橋ごと下流に流されながら埋もれたとされ、結局、その所在が不明のまま巨岩は陸軍工兵隊によって現場で爆破、粉砕処理された（この処理のうちに鉄橋も粉砕化されたとの説もある）。この阪神大水害でJR線以北の河床および堤防が高くなった。当時の阪神急行電鉄（阪急）は、この高くなった住吉川を乗り越える形で復旧を行い、岡本駅から住吉川橋梁まで急勾配が連続する線形となった（この復旧に際し、地下トンネルとはせずにあえて連続急勾配で乗り越えるものとした背景は明らかにされていないが、小林一三が地下トンネルを嫌っていたことが関係しているとの説がある）。この新鉄橋は旧梅田駅直前で国鉄線を跨いでいた鉄橋2基（宝塚線・神戸線）が、1934年の国鉄線高架化による阪急線地上線化で不要となり、解体保管されていた内の1基分である。余程懲りたのか、地元自治体発行の「土砂災害・水害ハザードマップ東灘区2025」でも、同新鉄橋と上流の観音橋（川底からの橋の高さは件の新鉄橋より低いのに）の間から土石流が扇状に溢れ得る想定となっている。阪神大水害は、前述の製粉・精米水車小屋群のみならず、それを支える水路網をも破壊し尽くし、非水車動力普及もあり、以後衰退消滅に至った。水車用水需要の減少と、市街地化による農業用水需要の減少は、前述の分流需要を減らし（上水道水需要に転用された）、再建・メンテンスが行われなくなって分流もほぼ無くなり、後年の兵庫県南部地震とその後の復旧工事でその遺構の多くが更に失われた。
1960年代、渦森山を切り崩して東部第三工区（魚崎浜町）埋め立て用土砂として大阪湾に運搬するのと併せて跡地に渦森台団地を造成する際、川の中下流両岸の河川敷の部分に専用道路を建設し、土砂を運搬した（当時の神戸市長である原口忠次郎の発案になるという）。この道路には「ダンプ道路」の異名が付けられた。土砂運搬が終わった後も一般人の立ち入りが禁じられていたが、1974年に「清流の道」という遊歩道として立ち入りが自由化された。
- 1938年（昭和13年）7月3日-5日 - 阪神大水害で氾濫。このため翌年に禍福無門の碑が建立。
- 1979年（昭和54年） - 支流西谷川東岸の住吉山手9丁目で実稼働していた、最後の産業用実用水車（屋内式）が火災消失[11]。以後は展示用・観光用のみとなる。
- 1988年（昭和63年）「住吉川清流」で、昭和63年度手づくり郷土賞（ふるさとに恵みを与える川部門）受賞[12]。
- 1990年（平成2年）2月21日 - 六甲ライナー開業。
- 1995年（平成7年）1月17日 - 阪神・淡路大震災発生。

## 流域の自治体
兵庫県
神戸市（東灘区、灘区（支流の一部））

## 流域の観光地など
- 白鶴美術館
- 東灘区役所
- 灘中学校・高等学校
- 倚松庵（谷崎潤一郎旧居、ここで『細雪』を執筆）
- 国土交通省 近畿地方整備局 六甲砂防事務所（住吉川の治水も司る）
- 神戸市水道局本山浄水場（1952年竣工、水源：住吉川・阪神水道企業団水、他に旧住吉村時代に建設され休止中の住吉浄水場がある）[13]
- 東灘処理場（神戸市最大の下水処理場）[14]
- 阪神水道企業団本庁舎
- 五助滝
- 芦屋カンツリー倶楽部（南西端部が本流住吉谷と支流黒五谷の間にある、但し公道によるアクセスは芦屋川側からしかできない）

## 生態系
川魚では神戸市内の河川で一般的に見られるオイカワ、カワムツ、カワヨシノボリの他にタカハヤ、アマゴなどが生息。アユも人工の小滝が多いながら中下流域でみられる。昆虫はトビケラ類、カゲロウ類、カワゲラ類の他上流ではゲンジボタルが見られる。その他サワガニやカワニナなど多数の水生生物が棲む。また全域に渡り堆積した砂の上からヨシが群生しておりヨシ原を形成するが、キショウブやウチワゼニグサ、オオカワヂシャ、クレソンなどの外来種が侵入して分布を拡げている。水鳥はアオサギやカルガモやカワセミなどが見られる。
河口は砂礫混じりの狭い干潟であるが、生物種が豊富で、都市部における生態系の宝庫である。例えば無数のフジツボ、ムラサキイガイ、マガキ、ナガレカンザシといった着生生物、各種の巻貝やヤドカリ、カニ類、潮間帯の転石やテトラポット上にはタテジマイソギンチャクが付いていることがある。

## テヤハル川
近畿方言の敬語において、京都や大阪では「はる」、神戸や播州では「て（や）」を用いる（例：言っておられる＝言うてはる／言うとってや）。1958年に鎌田良二が「はる」と「て（や）」の境界を調査したところ、住吉川を挟んで本山町以東では「はる」、御影町以西では「て（や）」が優勢であることが判り、鎌田は本山町と御影町の間が大阪弁と神戸弁の境界といえる旨を報告した。そのことから、方言研究者の間では住吉川のことを「テヤハル川」と呼ぶことがある。もっとも、現在の神戸市では大阪弁の影響によって「て（や）」が衰退しており、「はる」と「て（や）」の境界は住吉川よりも西へ移っている。

## 支流
- 西谷川
  - 大月地獄谷
    - 大西谷
    - 赤滝谷
      - 紅葉谷

  - 大月谷
  - 西山谷
- 黒五谷
- 五助谷
- 西滝ヶ谷
  - 水晶谷
    - 極楽渓
- 住吉谷
  - 田辺谷
  - 三条谷
  - 東谷
  - 黒岩谷
    - おこもり谷

## 住吉川水系の河川施設
| 支流                       | 施設名           | 竣工年   | 堤高  | 堤長   | 堤体積 | 有効貯水容量 | 所管       | 備考          |
| -------------------------- | ---------------- | -------- | ----- | ------ | ------ | ------------ | ---------- | ------------- |
| 住吉川                     | 白鶴堰堤         | 1949年度 | 6m    | 60m    |        | 3600m3       | 国土交通省 | [ 16 ] [ 17 ] |
| 西谷川                     | 安場堰堤         | 1939年度 | 10m   | 41m    |        | 14400m3      | 国土交通省 | [ 16 ] [ 17 ] |
| 西谷川                     | 赤塚堰堤         | 1940年度 | 13m   | 42m    |        | 20000m3      | 国土交通省 | [ 16 ] [ 17 ] |
| 西谷川, 大月地獄谷         | 荒神山堰堤       | 1951年度 | 16m   | 46m    |        | 64000m3      | 国土交通省 | [ 16 ] [ 17 ] |
| 西谷川, 大月地獄谷         | 荒神山第三堰堤   | 1974年度 | 18m   | 47.1m  |        | 13000m3      | 国土交通省 | [ 16 ] [ 17 ] |
| 西谷川, 大月地獄谷, 赤滝谷 | 荒神山第四堰堤   | 1994年度 | 19m   | 63m    |        | 31797m3      | 国土交通省 | [ 16 ] [ 17 ] |
| 西谷川, 大月地獄谷, 赤滝谷 | 紅葉谷堰堤       | 1975年度 | 14m   | 40m    |        | 14600m3      | 国土交通省 | [ 16 ] [ 17 ] |
| 西谷川, 大月地獄谷, 赤滝谷 | 紅葉谷第四堰堤   | 1988年度 | 19m   | 39m    |        | 17658m3      | 国土交通省 | [ 16 ] [ 17 ] |
| 西谷川, 大月地獄谷, 大西谷 | 大西谷堰堤       | 1974年度 | 13m   | 36m    |        | 4300m3       | 国土交通省 | [ 16 ] [ 17 ] |
| 西谷川                     | 西谷堰堤         | 1951年度 | 8m    | 33m    |        | 8000m3       | 国土交通省 | [ 16 ] [ 17 ] |
| 西谷川                     | 西谷上流堰堤     | 1954年度 | 12m   | 47m    |        | 16000m3      | 国土交通省 | [ 16 ] [ 17 ] |
| 西谷川                     | 寒天山堰堤       | 1952年度 | 10m   | 34m    |        | 8500m3       | 国土交通省 | [ 16 ] [ 17 ] |
| 西谷川, 大月谷             | 大月谷堰堤       | 1969年度 | 17m   | 46m    |        | 16000m3      | 国土交通省 | [ 16 ] [ 17 ] |
| 西谷川, 西山谷             | 千丈谷堰堤       | 1945年度 | 16m   | 51m    |        | 36000m3      | 国土交通省 | [ 16 ] [ 17 ] |
| 西谷川, 西山谷             | 千丈谷第二堰堤   | 1975年度 | 15m   | 55m    |        | 12600m3      | 国土交通省 | [ 16 ] [ 17 ] |
| 西谷川, 西山谷             | 千丈谷第三堰堤   | 1977年度 | 16m   | 41m    |        | 9100m3       | 国土交通省 | [ 16 ] [ 17 ] |
| 西谷川, 西山谷             | 千丈谷第五堰堤   | 1985年度 | 20m   | 34m    |        | 23500m3      | 国土交通省 | [ 16 ] [ 17 ] |
| 西谷川, 西山谷             | 千丈谷第四堰堤   | 1981年度 | 15m   | 42m    |        | 16050m3      | 国土交通省 | [ 16 ] [ 17 ] |
| 住吉川                     | 大谷堰堤         | 1951年度 | 9m    | 34m    |        | 17100m3      | 国土交通省 | [ 16 ] [ 17 ] |
| 住吉川                     | 神楽岩堰堤       | 1939年度 | 15m   | 70m    |        | 33400m3      | 国土交通省 | [ 16 ] [ 17 ] |
| 住吉川                     | 東谷堰堤         | 1954年度 | 13m   | 24m    |        | 19000m3      | 国土交通省 | [ 16 ] [ 17 ] |
| 住吉川                     | 小峰ヶ原堰堤     | 1948年度 | 21m   | 60m    |        | 94000m3      | 国土交通省 | [ 16 ] [ 17 ] |
| 住吉川                     | 小峰ヶ原第二堰堤 | 1974年度 | 11m   | 38m    |        | 9500m3       | 国土交通省 | [ 16 ] [ 17 ] |
| 住吉川, 黒五谷             | 黒五谷堰堤       | 1973年度 | 16m   | 62.5m  |        | 68000m3      | 国土交通省 | [ 16 ] [ 17 ] |
| 住吉川, 黒五谷             | 黒五谷第二堰堤   | 1978年度 | 15m   | 83m    |        | 86600m3      | 国土交通省 | [ 16 ] [ 17 ] |
| 住吉川                     | 五助堰堤         | 1956年度 | 30m   | 78m    |        | 374000m3     | 国土交通省 | [ 16 ] [ 17 ] |
| 住吉川, 五助谷             | 五助上流堰堤     | 1975年度 | 14m   | 64.5m  |        | 23000m3      | 国土交通省 | [ 16 ] [ 17 ] |
| 住吉川, 五助谷             | 五助上流第二堰堤 | 1988年度 | 18.5m | 58m    |        | 32745m3      | 国土交通省 | [ 16 ] [ 17 ] |
| 住吉川, 五助谷             | 五助谷堰堤       | 1974年度 | 28m   | 50.5m  |        | 86000m3      | 国土交通省 | [ 16 ] [ 17 ] |
| 住吉川                     | 五助第三堰堤     | 1997年度 | 22m   | 75.8m  |        | 83309m3      | 国土交通省 | [ 16 ] [ 17 ] |
| 住吉川, 西滝ヶ谷           | 西滝ヶ谷低ダム群 | 1998年度 |       |        |        | 7111m3       | 国土交通省 | [ 16 ] [ 17 ] |
| 住吉川, 西滝ヶ谷           | 西滝ガ谷堰堤     | 1992年度 | 14.5m | 78m    |        | 20400m3      | 国土交通省 | [ 16 ] [ 17 ] |
| 住吉川, 西滝ヶ谷           | 水晶谷堰堤       | 1970年度 | 23m   | 50m    |        | 50000m3      | 国土交通省 | [ 16 ] [ 17 ] |
| 住吉川, 西滝ヶ谷           | 水晶谷第二堰堤   | 1978年度 | 25m   | 65.1m  |        | 90000m3      | 国土交通省 | [ 16 ] [ 17 ] |
| 住吉川                     | 本庄第二堰堤     | 1984年度 | 17.5m | 49m    |        | 64100m3      | 国土交通省 | [ 16 ] [ 17 ] |
| 住吉川                     | 本庄第三堰堤     | 1991年度 | 20m   | 87.5m  |        | 108562m3     | 国土交通省 | [ 16 ] [ 17 ] |
| 住吉川, 田辺谷             | 田辺谷堰堤       | 1976年度 | 15m   | 56m    |        | 9400m3       | 国土交通省 | [ 16 ] [ 17 ] |
| 住吉川, 田辺谷             | 田辺谷第二堰堤   | 1981年度 | 17m   | 64m    |        | 12600m3      | 国土交通省 | [ 16 ] [ 17 ] |
| 住吉川                     | 本庄堰堤         | 1969年度 | 20m   | 102.7m |        | 130000m3     | 国土交通省 | [ 16 ] [ 17 ] |
| 住吉川, 三条谷             | 三条谷堰堤       | 1979年度 | 18m   | 56m    |        | 22600m3      | 国土交通省 | [ 16 ] [ 17 ] |
| 住吉川, 三条谷             | 三条谷第二堰堤   | 1981年度 | 17m   | 44m    |        | 11830m3      | 国土交通省 | [ 16 ] [ 17 ] |
| 住吉川                     | 黒岩谷堰堤       | 1976年度 | 18m   | 56m    |        | 23900m3      | 国土交通省 | [ 16 ] [ 17 ] |

（以上、主な施設を河口から上流に向かって順に記述）